# Barbara Stanwyck
Barbara Stanwyck, pseudonimo di Ruby Catherine Stevens (Brooklyn, 16 luglio 1907 – Santa Monica, 20 gennaio 1990), è stata un'attrice e ballerina statunitense.
Dotata di una forte personalità e di uno sguardo penetrante oltre che di grandi capacità recitative, Barbara Stanwyck fu una delle più celebri dive di Hollywood nonché una delle migliori attrici della storia del cinema, capace di saper passare egregiamente dalle commedie brillanti ai ruoli drammatici senza dimenticare che fu una delle protagoniste indiscusse del genere noir statunitense. Secondo la critica Nell Minow, la Stanwyck è "l'attrice più eternamente moderna dell'Età d'Oro di Hollywood".
L'American Film Institute l'ha inserita all'11º posto tra le più grandi star della storia del cinema.

## Biografia

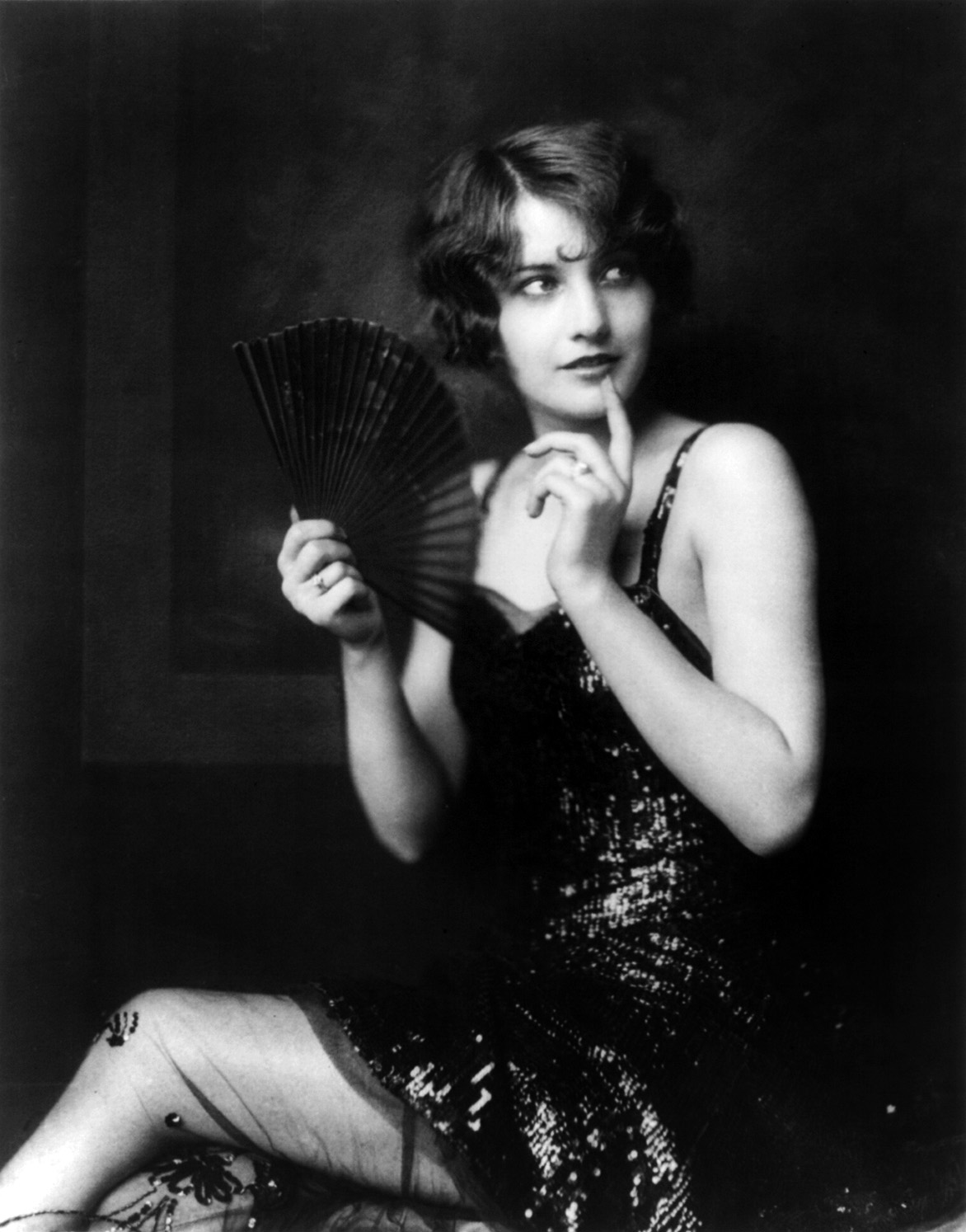
Barbara Stanwyck Ziegfeld girl fotografata da Alfred Cheney Johnston nel 1924

Ultima di 5 fratelli, rimase orfana in tenera età e per diversi anni fu affidata a famiglie nelle quali non trovò la stabilità. Grazie alla sorella Mildred, iniziò a lavorare come ballerina di fila a Broadway fino ad arrivare ad esibirsi negli spettacoli di Florenz Ziegfeld. Grazie a un piccolo ruolo in una commedia in cui impersonava proprio una ballerina di fila, fu notata da alcuni talent scout che la portarono a Hollywood. Dopo alcune piccole parti, ottenne il ruolo di protagonista nel film Femmine di lusso (1930), al quale seguirono La donna del miracolo (1931) e Proibito (1932), tutti diretti da Frank Capra, e Amore sublime (1937) di King Vidor.
Fra i suoi film più importanti, si annoverano le commedie Lady Eva (1941) di Preston Sturges, Arriva John Doe (1941), ancora di Capra, Colpo di fulmine (1941) di Howard Hawks, e il film noir La fiamma del peccato di Billy Wilder (1944).
Dall'inizio degli anni cinquanta iniziò a dedicarsi anche alla televisione. Tra il 1927 e il 1964 partecipò a più di ottanta film, ottenendo 4 candidature al premio Oscar alla miglior attrice, senza mai vincerlo. Maggiori soddisfazioni giunsero dalla televisione: dopo uno show a lei dedicato, lavorò nel telefilm La grande vallata (1965-1969), in cui ricoprì il ruolo di una madre di famiglia nel Far West del XIX secolo. Il personaggio le diede una grande notorietà e riconfermò le sue doti d'attrice, consentendole infatti di vincere un Emmy Award e di essere candidata tre volte al Golden Globe.
Nel 1980 fu guest star in una puntata del telefilm Charlie's Angels. Nel 1983 fu tra i protagonisti di Uccelli di rovo con Richard Chamberlain, nel ruolo che le valse un Emmy Award e un Golden Globe come miglior attrice. Tra il 1985 e il 1986 interpretò la soap I Colby, spin-off di Dynasty, nel ruolo di Constance Colby, e nel 1985 interpretò lo stesso ruolo nella serie madre, Dynasty appunto, con Joan Collins, Linda Evans e John Forsythe. 

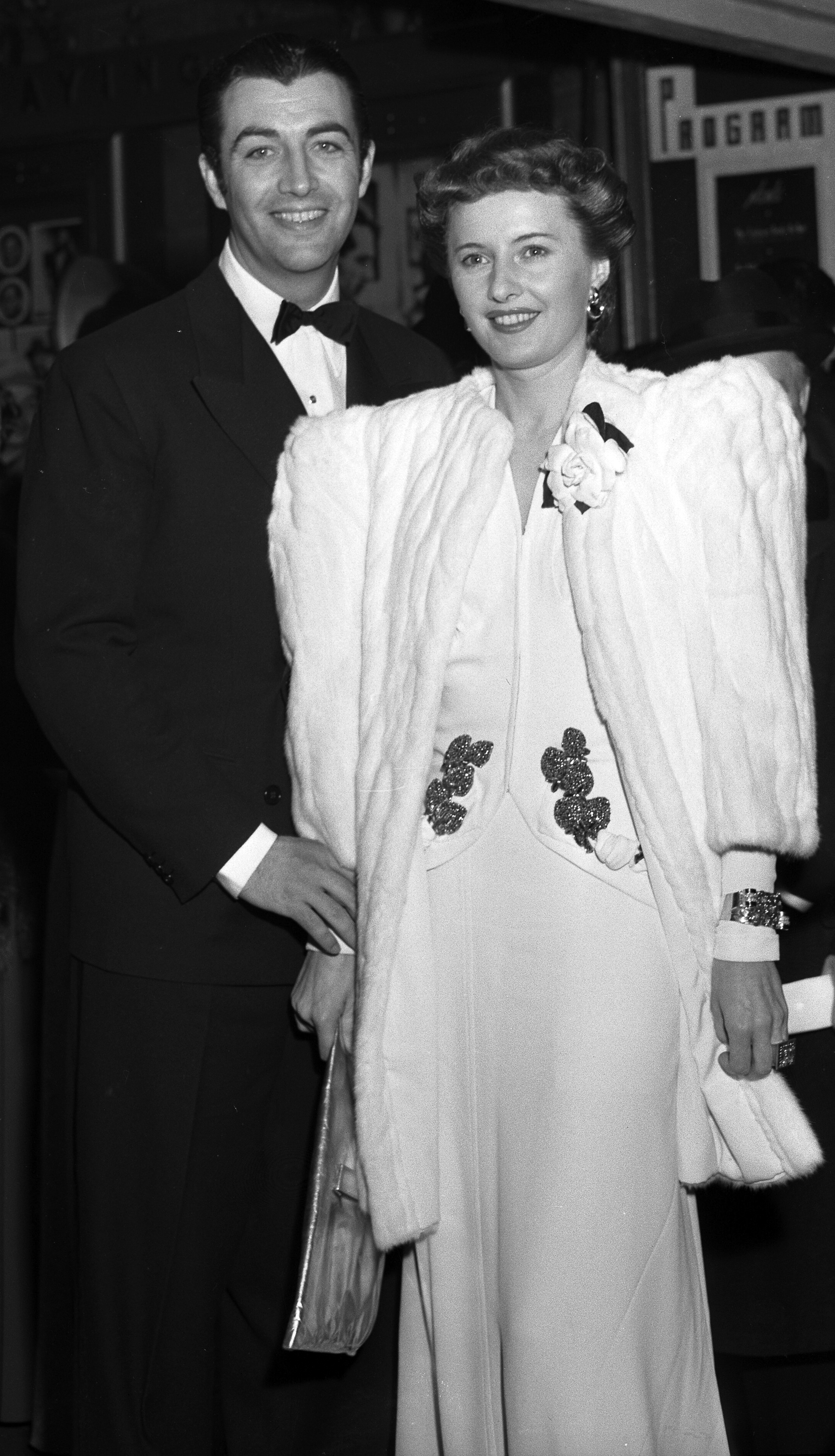
La Stanwyck nel 1941 col marito Robert Taylor alla prima di Arriva John Doe di Frank Capra

Negli ultimi anni la Stanwyck fu attiva in opere di beneficenza al di fuori delle luci della ribalta. Nel 1981 fu svegliata nel mezzo della notte nella sua casa nell'esclusiva sezione di Beverly Hills di Trousdale da un intruso, che la colpì sulla testa con una torcia elettrica, poi la costrinse a nascondersi mentre la rapinava dei gioielli. L'anno seguente, nel 1982, durante le riprese di Uccelli di rovo, l'inalazione del fumo degli effetti speciali sul set potrebbe averle causato un broncospasmo a peggioramento della sua bronchite, già aggravata dall'abitudine alle sigarette; era infatti una fumatrice accanita dall'età di nove anni.
Barbara Stanwyck morì il 20 gennaio 1990, all'età di 82 anni, di insufficienza cardiaca congestizia e malattia polmonare ostruttiva cronica al Saint John's Health Center di Santa Monica, in California. Nelle ultime volontà indicò di non volere il servizio funebre. Secondo i suoi desideri, i suoi resti furono cremati e le ceneri sparse da un elicottero su Lone Pine, in California, dove aveva realizzato alcuni dei suoi film western. 

## Vita privata
Sostenitrice del maccartismo, Barbara Stanwyck si sposò due volte. Il primo matrimonio (1928) con Frank Fay durò sette anni, durante i quali la coppia adottò un bambino di 10 mesi al quale fu dato il nome di Dion. Fay era un attore teatrale di successo che però non riusciva a sfondare nel cinema, dove invece la Stanwyck trionfava, e per questo motivo la aggrediva spesso, specie quando era ubriaco. Dopo il divorzio l'attrice ottenne la custodia del figlio, che venne educato in maniera molto severa, e con il quale, una volta che quest'ultimo raggiunse l'età adulta, non ebbe quasi più contatti.
Nel 1939 si sposò con Robert Taylor; il matrimonio, appoggiato dal boss della MGM Louis B. Mayer, durò dodici anni e terminò con il divorzio nel 1950. La Stanwyck dichiarò sempre che Taylor fu il vero grande amore della sua vita, e la morte dell'attore avvenuta nel 1969 la spinse a prendere una lunga pausa lavorativa.
Oltre ai due matrimoni, l'attrice ebbe altre due relazioni significative, la prima negli anni '20 con l'attore Rex Cherryman, morto prematuramente, e la seconda negli anni '50, con Robert Wagner. Nell'ambiente cinematografico era tra le persone più amate e stimate, e non meraviglia che rimanesse in amicizia con molti di loro per lunghi anni, ad esempio con William Holden, che ha sempre ricordato che doveva a lei la sua carriera, visto che lo aveva imposto come protagonista del film Passione - Il ragazzo d'oro nonostante la forte opposizione dei produttori, che stavano invece per licenziarlo.

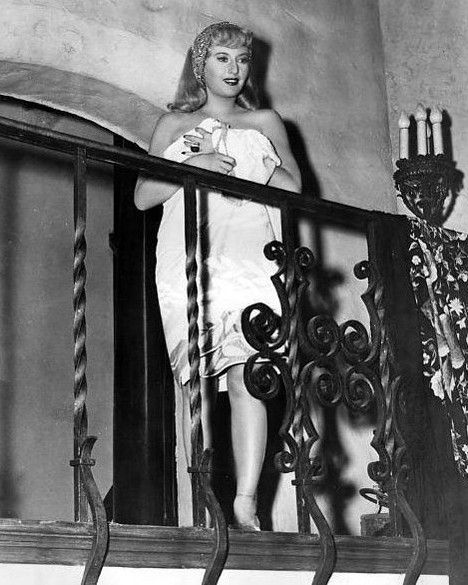
L'attrice nel 1944 in La fiamma del peccato (Double Indemnity) di Billy Wilder

## Filmografia

### Cinema
- Broadway Nights, regia di Joseph C. Boyle (1927)
- La porta chiusa (The Locked Door), regia di George Fitzmaurice (1929)
- Rosa del Messico (Mexicali Rose), regia di Erle C. Kenton (1929)
- Femmine di lusso (Ladies of Leisure), regia di Frank Capra (1930)
- Illicit, regia di Archie Mayo (1931)
- Dieci soldi a danza (Ten Cents a Dance), regia di Lionel Barrymore (1931)
- L'angelo bianco (Night Nurse), regia di William A. Wellman (1931)
- La donna del miracolo (The Miracle Woman), regia di Frank Capra (1931)
- Proibito (Forbidden), regia di Frank Capra (1932)
- Perfidia (Shopworn), regia di Nick Grinde (1932)
- So Big!, regia di William A. Wellman (1932)
- The Purchase Price, regia di William A. Wellman (1932)
- L'amaro tè del generale Yen (The Bitter Tea of General Yen), regia di Frank Capra (1933)
- Ladies They Talk About, regia di Howard Bretherton (1933)
- Baby Face, regia di Alfred E. Green (1933)
- Sempre nel mio cuore (Ever in My Heart), regia di Archie Mayo (1933)
- L'ultima carta (Gambling Lady), regia di Archie Mayo (1934)
- A Lost Lady, regia di Alfred E. Green e Phil Rosen (1934)
- La sposa nell'ombra (The Secret Bride), regia di William Dieterle (1934)
- La signora in rosso (The Woman in Red), regia di Robert Florey (1935)
- Accadde una volta (Red Salute), regia di Sidney Lanfield (1935)
- La dominatrice (Annie Oakley), regia di George Stevens (1935)
- Messaggio segreto (A Message to Garcia), regia di George Marshall (1936)
- La forza dell'amore (The Bride Walks Out), regia di Leigh Jason (1936)
- L'ultima prova (His Brother's Wife), regia di W. S. Van Dyke (1936)
- La canzone del fiume (Banjo on My Knee), regia di John Cromwell (1936)
- L'aratro e le stelle (The Plough and the Stars), regia di John Ford (1936)
- La figlia perduta (Internes Can't Take Money), regia di Alfred Santell (1937)
- Sigillo segreto (This Is My Affair), regia di William A. Seiter (1937)
- Amore sublime (Stella Dallas), regia di King Vidor (1937)
- Pronto per due (Breakfast for Two), regia di Alfred Santell (1937)
- Amore senza domani (Always Goodbye), regia di Sidney Lanfield (1938)
- Il terzo delitto (The Mad Miss Manton), regia di Leigh Jason (1938)
- La via dei giganti (Union Pacific), regia di Cecil B. DeMille (1939)
- Passione (Golden Boy), regia di Rouben Mamoulian (1939)
- Ricorda quella notte (Remember the Night), regia di Mitchell Leisen (1940)
- Lady Eva (The Lady Eve), regia di Preston Sturges (1941)
- Arriva John Doe (Meet John Doe), regia di Frank Capra (1941)
- Tu m'appartieni (You Belong to Me), regia di Wesley Ruggles (1941)
- Colpo di fulmine (Ball of Fire), regia di Howard Hawks (1941)
- L'ispiratrice (The Great Man's Lady), regia di William A. Wellman (1942)
- Le tre sorelle (The Gay Sisters), regia di Irving Rapper (1942)
- Le stelle hanno paura (Lady of Burlesque), regia di William A. Wellman (1943)
- Il carnevale della vita (Flesh and Fantasy), regia di Julien Duvivier (1943)
- La fiamma del peccato (Double Indemnity), regia di Billy Wilder (1944)
- Ho baciato una stella (Hollywood Canteen), regia di Delmer Daves (1944)
- Il sergente e la signora (Christmas in Connecticut), regia di Peter Godfrey (1945)
- Quella di cui si mormora (My Reputation), regia di Curtis Bernhardt (1946)
- Non c'è due... senza tre (The Bride Wore Boots), regia di Irving Pichel (1946)
- Lo strano amore di Marta Ivers (The Strange Love of Martha Ivers), regia di Lewis Milestone (1946)
- Vecchia California (California), regia di John Farrow (1947)
- La seconda signora Carroll (The Two Mrs. Carrol), regia di Peter Godfrey (1947)
- Orchidea bianca (The Other Love), regia di André De Toth (1947)
- Il grido del lupo (Cry Wolf), regia di Peter Godfrey (1947)
- Rivista di stelle (Variety Girl), regia di George Marshall (1947)
- La moglie ricca (B.F.'s Daughter), regia di Robert Z. Leonard (1948)
- Il terrore corre sul filo (Sorry, Wrong Number), regia di Anatole Litvak (1948)
- La roulette (The Lady Gambles), regia di Michael Gordon (1949)
- I marciapiedi di New York (East Side, West Side), regia di Mervyn LeRoy (1949)
- Il romanzo di Thelma Jordon (The File on Thelma Jordon), regia di Robert Siodmak (1950)
- Non voglio perderti (No Man of Her Own), regia di Mitchell Leisen (1950)
- Le furie (The Furies), regia di Anthony Mann (1950)
- Indianapolis (To Please a Lady), regia di Clarence Brown (1950)
- La casa del corvo (The Man with a Cloak), regia di Fletcher Markle (1951)
- La confessione della signora Doyle (Clash by Night), regia di Fritz Lang (1952)
- La marea della morte (Jeopardy), regia di John Sturges (1953)
- Titanic (Titanic), regia di Jean Negulesco (1953)
- Desiderio di donna (All I Desire), regia di Douglas Sirk (1953)
- Notturno selvaggio (The Moonlighter), regia di Roy Rowland (1953)
- Ballata selvaggia (Blowing Wild), regia di Hugo Fregonese (1953)
- Ti ho visto uccidere (Witness to Murder), regia di Roy Rowland (1954)
- La sete del potere (Executive Suite), regia di Robert Wise (1954)
- La regina del Far West (Cattle Queen of Montana), regia di Allan Dwan (1954)
- Uomini violenti (The Violent Men), regia di Rudolph Maté (1955)
- L'avventuriero di Burma (Escape to Burma), regia di Allan Dwan (1955)
- Quella che avrei dovuto sposare (There's Always Tomorrow), regia di Douglas Sirk (1956)
- Il mio amante è un bandito (The Maverick Queen), regia di Joseph Kane (1956)
- Quegli anni selvaggi (These Wilder Years), regia di Roy Rowland (1956)
- Quaranta pistole (Forty Guns), regia di Samuel Fuller (1957)
- Delitto senza scampo (Crime of Passion), regia di Gerd Oswald (1957)
- Schiava degli apaches (Trooper Hook), regia di Charles Marquis Warren (1957)
- Anime sporche (Walk on the Wild Side), regia di Edward Dmytryk (1962)
- Il cantante del luna park (Roustabout), regia di John Rich (1964)
- Passi nella notte (The Night Walker), regia di William Castle (1964)
- Il mistero del cadavere scomparso (Dead Men Don't Wear Plaid) (1982) [Archivio fotografico]

### Televisione
- The Ford Television Theatre – serie TV, 1 episodio (1956)
- Goodyear Theatre – serie TV, episodio 1x19 (1958)
- Alcoa Theatre – serie TV, 1 episodio (1958)
- I racconti del West (Zane Grey Theater) – serie TV, 4 episodi (1958-1959)
- The Real McCoys – serie TV, 1 episodio (1959)
- The Barbara Stanwyck Show – serie TV, 36 episodi (1960-1961)
- The Joey Bishop Show – serie TV, 1 episodio (1961)
- General Electric Theater – serie TV, episodio 10x08 (1961)
- Carovane verso il West (Wagon Train) – serie TV, 4 episodi (1961-1964)
- Gli uomini della prateria (Rawhide) – serie TV, episodio 4x14 (1962)
- The Dick Powell Show – serie TV, episodio 2x01 (1962)
- Gli intoccabili (The Untouchables) – serie TV, 2 episodi (1962-1963)
- Calhoun: County Agent, regia di Stuart Rosenberg – film TV (1964)
- La grande vallata (The Big Valley) – serie TV, 112 episodi (1965-1969)
- La casa che non voleva morire (The House That Would Not Die), regia di John Llewellyn Moxey – film TV (1970)
- Il gusto del peccato (A Taste of Evil), regia di John Llewellyn Moxey – film TV (1971)
- Lettera smarrita (The Letters), regia di Paul Krasny e Gene Nelson – film TV (1973)
- Charlie's Angels – serie TV, episodio 4x24 (1980)
- Uccelli di rovo (The Thorn Birds), regia di Daryl Duke – miniserie TV (1983)
- Dynasty – serie TV, 3 episodi (1985)
- I Colby (The Colbys) – serie TV, 24 episodi (1985-1986)

### Documentari
- The Casting Couch di John Sealey - video con filmati di repertorio (1995)

## Riconoscimenti
- Premio Oscar
  - 1938 – Candidatura alla migliore attrice per Amore sublime
  - 1942 – Candidatura alla miglior attrice per Colpo di fulmine
  - 1945 – Candidatura alla miglior attrice per La fiamma del peccato
  - 1949 – Candidatura alla miglior attrice per Il terrore corre sul filo
  - 1982 – Oscar onorario

- Golden Globe
  - 1966 – Candidatura alla miglior attrice in una serie drammatica per La grande vallata
  - 1967 – Candidatura alla miglior attrice in una serie drammatica per La grande vallata
  - 1968 – Candidatura alla miglior attrice in una serie drammatica per La grande vallata
  - 1984 – Miglior attrice non protagonista in una serie per Uccelli di rovo
  - 1986 – Golden Globe alla carriera

- Primetime Emmy Awards
  - 1961 – Miglior attrice protagonista in una serie drammatica per The Barbara Stanwyck Show
  - 1966 – Miglior attrice protagonista in una serie drammatica per La grande vallata
  - 1967 – Candidatura alla miglior attrice protagonista in una serie drammatica per La grande vallata
  - 1968 – Candidatura alla miglior attrice protagonista in una serie drammatica per La grande vallata
  - 1983 – Miglior attrice protagonista in una mini-serie o film per la televisione per Uccelli di rovo

- Screen Actors Guild Awards
  - 1967 – Screen Actors Guild alla carriera

Per il suo contributo all'industria cinematografica ha una stella sull'Hollywood Walk of Fame.

## Doppiatrici italiane
- Lydia Simoneschi in Amore sublime, Il terzo delitto, La via dei giganti, Lady Eva, Tu m'appartieni, Colpo di fulmine, Il carnevale della vita, La fiamma del peccato, Il sergente e la signora, Lo strano amore di Marta Ivers, La seconda signora Carroll, Rivista di stelle, La roulette, I marciapiedi di New York, Il romanzo di Thelma Jordon, Non voglio perderti, Le furie, Indianapolis, La casa del corvo, La confessione della signora Doyle, La marea della morte, Desiderio di donna, Ballata selvaggia, La sete del potere, La regina del Far West, Uomini violenti, L'avventuriero di Burma, Quella che avrei dovuto sposare, Il mio amante è un bandito, Quegli anni selvaggi, Quaranta pistole, Delitto senza scampo, Schiava degli apaches, Anime sporche, Il cantante del luna park, Passi nella notte
- Marcella Rovena in Dieci soldi a danza, La donna del miracolo, Proibito, Perfidia e altri film degli anni trenta poi ridoppiati
- Tina Lattanzi in La figlia perduta, Arriva John Doe, Orchidea bianca, Titanic
- Ada Maria Serra Zanetti nei ridoppiaggi di Passione, La dominatrice, Lo strano amore di Marta Ivers
- Anna Miserocchi in Charlie's Angels, Dynasty, I Colby (1ª voce)
- Rosetta Calavetta in Messaggio segreto (ridoppiaggio)
- Giovanna Scotto in Ho baciato una stella
- Andreina Pagnani in Il terrore corre sul filo
- Anna Proclemer in Ti ho visto uccidere
- Alba Cardilli in La grande vallata
- Noemi Gifuni in La casa che non voleva morire
- Benita Martini in Uccelli di rovo
- Elsa Camarda in I Colby (2ª voce)
- Susanna Javicoli in Arriva John Doe (ridoppiaggio)

## Galleria d'immagini

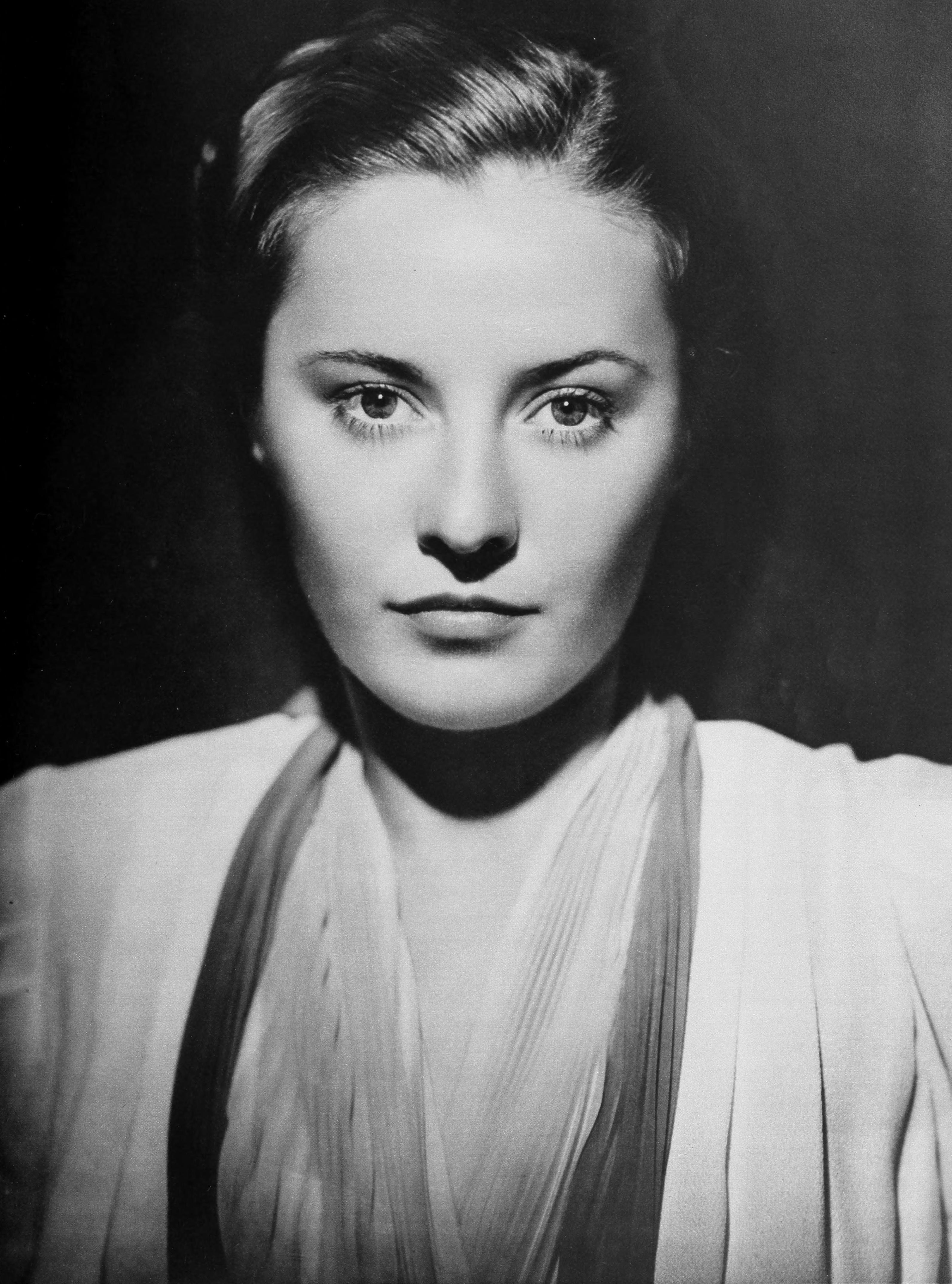
Nel giugno del 1938
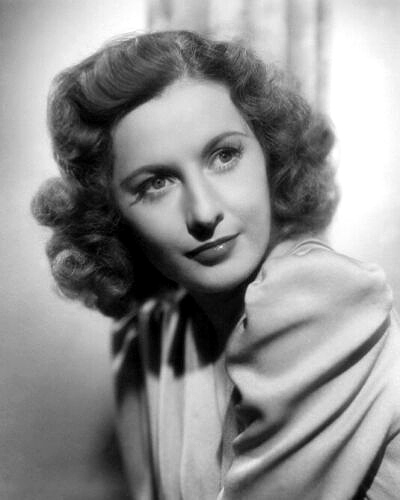
Nel 1939
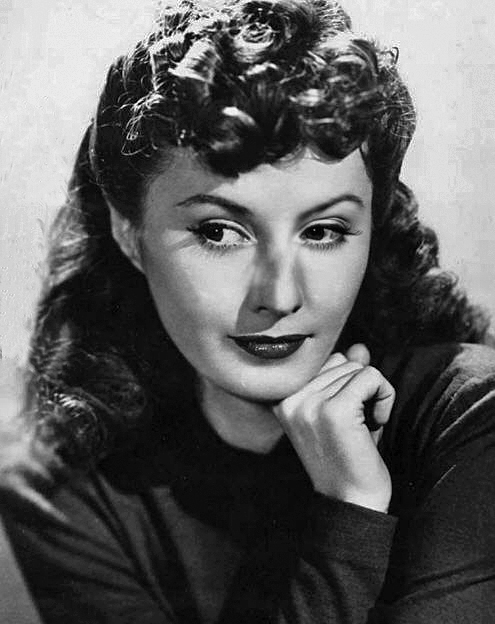
In un'immagine pubblicitaria del 1940
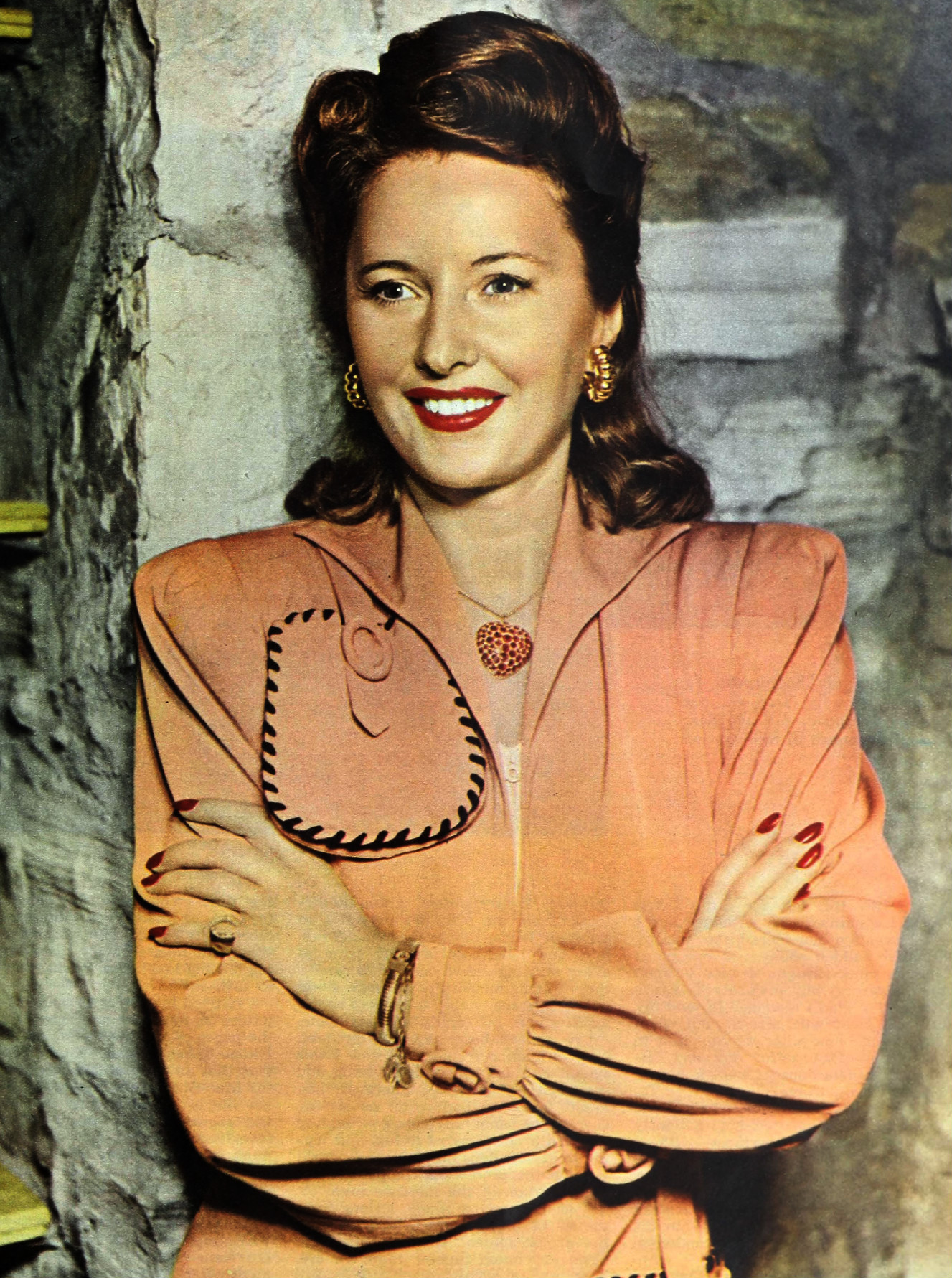
In un'immagine colorizzata del 1943
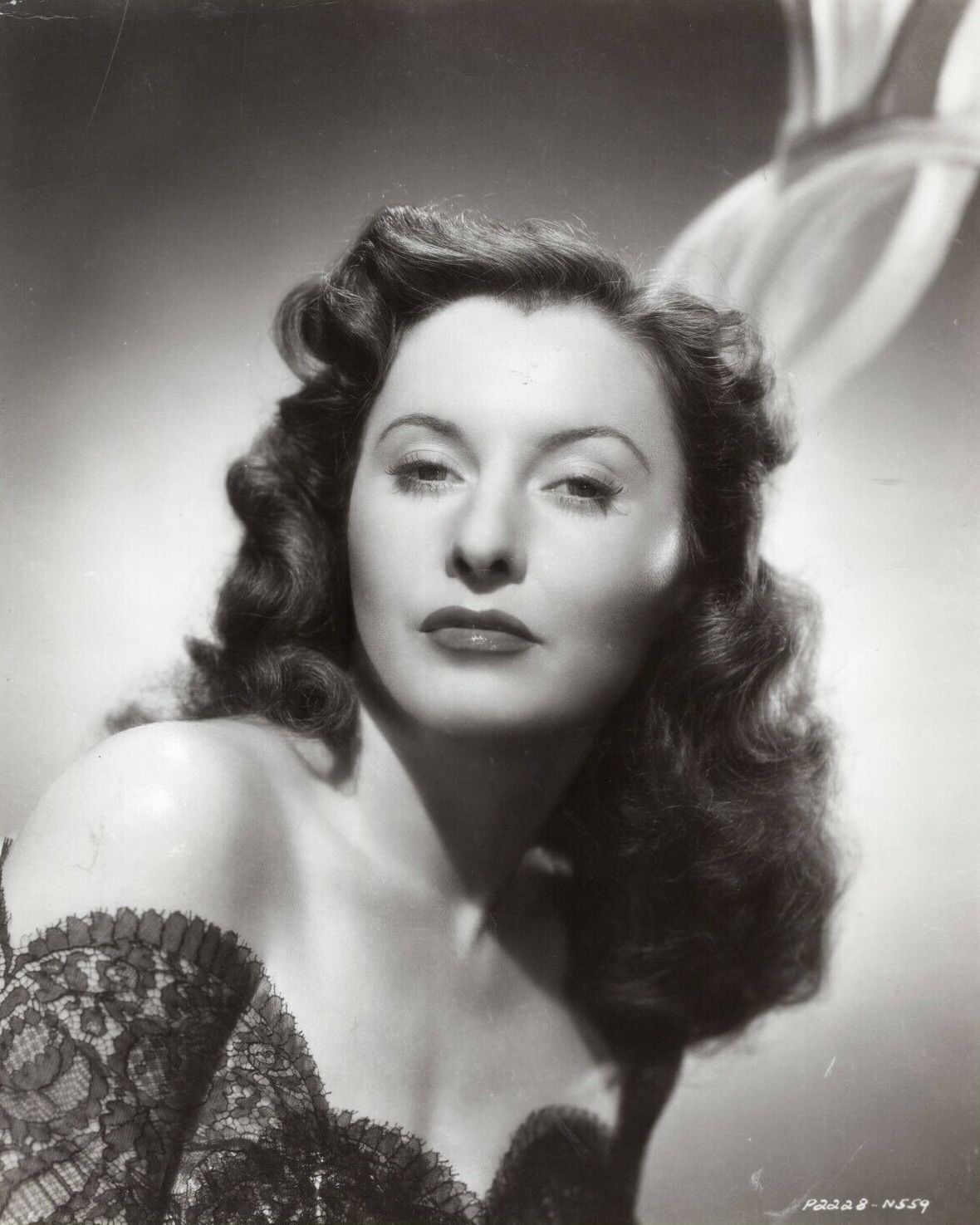
Nel 1944